# 拉德諾郡
拉德諾郡（英語：Radnorshire）是威爾斯歷史上的13個郡之一，位於威爾斯的南部，相當於現在波伊斯地區的拉德諾郡。據2011年人口普查，拉德諾郡的人口有25,821人。